# Lasioptera rubi
Espèce
Lasioptera rubi est un insecte diptère nématocère de la famille des Cecidomyiidae, responsable de la formation de galles sur des espèces du genre Rubus, comme la Ronce commune (Rubus fruticosus aggr.), ou le framboisier (Rubus idaeus). Elle est parfois appelée mouche de la framboise ou mouche du framboisier.

## Biologie
La galle se développe souvent d'un seul côté de la tige, et fait que l'écorce se fend dans le sens de la longueur, par opposition à la galle de Diastrophus rubi. La galle est de forme arrondie, mesurant jusqu'à 5 cm de long et 2 de large. Les vieilles galles, avec le trou de sortie, peuvent persister sur la tige.
Il n'y a qu'une seule génération par année. Les femelles adultes pondent au mois de mai dans les jeunes tiges. La galle est d'abord verte, puis devient brune et dure. Elles contiennent plusieurs cavités, qui sont tapissées de mycélium de champignons, dont les larves vont se nourrir. Les larves aux stades terminaux sont jaune-oranges et peuvent être au nombre de 6 à 11 dans une galle. L'hivernation et la pupaison (au printemps suivant) se font dans la galle, et l'imago sort au printemps.
Les espèces de plantes hôtes peuvent être Rubus caesius, R. canescens, R. gillotii, R. grabowskii, R. idaeus, R. nessensis, R. fruticosus, R. plicatus, R. praecox ou R. ulmifolius.

## Répartition
On la rencontre dans toute l'Europe, principalement aux latitudes moyennes (Pays-Bas, Allemagne, Danemark, Suède, et jusqu'en Russie européenne à l'Est. Elle est plus rare dans le sud de l'Europe

## Lutte biologique
Cette mouche est elle-même parasitée par divers insectes hyménoptères (toutes petites guêpes), notamment, selon une étude menée en Russie :
- Aprostocetus roesellae, Aprostocetus rubi, Aprostocetus rubicola, Aprostocetus tymber (Eulophidae) ;
- Eupelmus barai, Eupelmus fulvipes, Eupelmus urozonus, Eupelmus vesicularis (Eupelmidae) ;
- Eurytoma aterrima, Eurytoma curculionum, Eurytoma rosae (Eurytomidae) ;
- Mesopolobus rhabdophaga (Pteromalidae) ;
- Platygaster pelias (Platygastridae) ;
- Sigmophora brevicornis (Eulophidae) ;
- Sycophila submutica (Eurytomidae) ;
- Torymus chloromerus, Torymus eadyi, Torymus rubi (Torymidae).

Les larves sont également tuées par un nématode entomopathogénique, Heterorhabditis bacteriophora, qui lui communique une bactérie létale.
Sinon, il suffit de supprimer les parties atteintes et de les brûler.
Une autre espèce de Cécidomyie, Clinodiplosis socialis, vit comme hôte de la galle de Lasioptera rubi. Ce type de comportement est propre à des espèces qui ne peuvent produire elles-mêmes des galles et occupent dont celles d'autres espèces, parfois en tuant les larves de l'espèce hôte.